# 曼利議會
曼利議會（英語：Manly Council）是曾經位于澳大利亞新南威爾士州悉尼市北部灘的一個地方政府。轄境與鄰市－華令加有一部份重曡，例如鮑高拿區。2016年區域改組後，曼利、碧水與華令加一帶被納入新設立的北部灘議會。末任市長為議員尚希太平紳士。

## 議會
曼利議會有議席12座，市長為直選。

## 人文
根據澳大利亞統計局 （页面存档备份，存于）數據：
曼利議會於2006年6月30日，有居民39,214人；居州內第57名，比例佔新南威爾斯州總人口6,827,694的0.6%。

## 曼利議會的轄區
- Balgowlah
- Balgowlah Heights
- Bantry Bay
- Clontarf
- Dobroyd Head
- Eastern Hill
- Fairlight
- Fairy Bower
- Forty Baskets Beach
- Little Manly
- Manly
- Manly East
- Manly West
- North Balgowlah
- North Head
- North Seaforth
- North Steyne
- Seaforth
- South Steyne